# Kirbya praecox
Kirbya praecox är en tvåvingeart som beskrevs av Robineau-desvoidy 1863. Kirbya praecox ingår i släktet Kirbya och familjen parasitflugor.
Artens utbredningsområde är Frankrike. Inga underarter finns listade i Catalogue of Life.